# Nikolaï Morozov
Ne doit pas être confondu avec Nikolaï Morozov (football).
 (juin 2019).
Si vous disposez d'ouvrages ou d'articles de référence ou si vous connaissez des sites web de qualité traitant du thème abordé ici, merci de compléter l'article en donnant les références utiles à sa vérifiabilité et en les liant à la section « Notes et références ».
Nikolaï Alexandrovitch Morozov (en russe : Николай Александрович Морозов), né le 7 juillet 1854 dans le village de Borok (gouvernement de Iaroslavl) et mort le 30 juillet 1946, est un révolutionnaire russe du mouvement des Narodniki qui a passé près de vingt-cinq ans de sa vie en prison avant de se tourner vers les différents domaines de la science et de devenir un scientifique de renom. Il était l'époux de l'écrivaine Xenia Borislavskaïa.

## Biographie

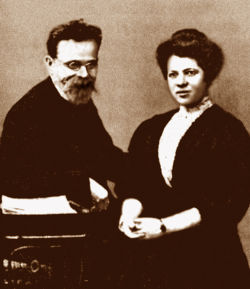
Nikolaï Morozov et Xenia Borislavskaïa.

Nikolaï Alexandrovitch Morozov s'intéresse très tôt à la politique et est renvoyé du lycée pour avoir participé à des activités subversives (diffusion notamment d'une revue scientifique considérée comme subversive parce que les écoles russes n'avaient pas encore d'enseignement des sciences).
Il rejoint le cercle Tchaïkovski avant son départ pour Genève en 1874 avec sa camarade Olga Lioubatovitch.
Plus tard, il est membre du mouvement Zemlia i Volia et en 1879, devient l'un des dirigeants d'un autre groupe révolutionnaire, Narodnaïa Volia.
En 1880, il se rend à Londres et rencontre Karl Marx. Durant son exil, Morozov écrit un livre intitulé La lutte terroriste qui explique son point de vue sur la façon de parvenir à une société démocratique en Russie. Revenu en Russie pour diffuser son ouvrage, il se fait arrêter et est emprisonné à Suwałki. Olga Lioubatovitch donne naissance à un enfant, puis retourne en Russie pour faire libérer Nikolaï. Mais elle est finalement arrêtée également et envoyée en Sibérie en novembre 1882 et n'est libérée qu'avec l'amnistie prononcée lors de la révolution russe de 1905.
Entre 1882 et 1905, Nikolaï Morozov est emprisonné dans la forteresse Pierre-et-Paul puis à Schlüsselburg pour ses activités politiques. Durant cette période d'emprisonnement, il commence des études intensives en physique, chimie, astronomie et histoire. Après avoir été libéré en 1906, il commence à enseigner la chimie et l'astronomie à l'université de Saint-Pétersbourg. En 1907, il est élu à la Douma, mais en tant qu'ancien prisonnier, il n'est pas autorisé à siéger. Il devient membre de nombreuses associations scientifiques, notamment l'Aéro-club de Russie. Il est de nouveau emprisonné une année supplémentaire pour la publication de son livre Le Chant des étoiles, paru en 1910.
En 1907, Nikolaï Morozov épouse Xenia Borislavskaïa et publie la même année La Révélation dans la tempête et le tonnerre où il soutient ses hypothèses :
- L'Apocalypse de Jean peut selon lui être datée astronomiquement au 30 septembre 395.
- Il prétend identifier l'auteur de l'Apocalypse en Jean d'Antioche, appelé Chrysostome.

Après la révolution d'Octobre, Morozov travaille à l'Institut des sciences naturelles de Petrograd (Léningrad) jusqu'à sa mort survenue à l'âge de 92 ans.
Sur la base des données astronomiques (comme l'Almageste), il a déclaré qu'une grande partie de l'histoire humaine a été falsifiée. Ses hypothèses sur la chronologie du Moyen-Orient et d'Israël avant le Ier siècle av. J.-C. ont attiré l'attention d'Anatoli Fomenko qui a fondé sa propre Nouvelle Chronologie.
En 1932, il est nommé membre honoraire de l'Académie des sciences soviétique. Sa maison dans son village natal de Borok est un mémorial ouvert au public. La tombe de Nikolaï Morozov est à proximité.
L'astéroïde (1210) Morosovia est nommé en son honneur.